# Альмуков, Алексей Николаевич
Алексе́й Альмуко́в (англ. Alexei Almoukov; род. 22 марта 1990 года, Солобоево, Тюменская область, СССР) — австралийский биатлонист и лыжник российского происхождения, бронзовый призёр Универсиады 2013 в гонке преследования.
Лучшее достижение — 33-е место в индивидуальной гонке на 8-м этапе Кубка мира по биатлону 2012/2013 (Сочи, Россия).
Чемпион Австралии 2009 года. Живёт в Берридейле (Австралия).

## Биография
Алексей родился в Тюменской области. Когда ему было семь лет, родители уехали в Австралию. В Берридейле окончил школу, затем колледж. В спорт Алексея привёл отец Николай Альмуков. В 10 лет отдал его в лыжные гонки, а затем предложил попробовать себя в биатлоне. Биатлоном занимается с 2008 года. Тренировался в группе Владимира Путрова. Алексей принимал участие в юношеском первенстве России, но занял только девятое место. Окончил Тюменский государственный университет. В 2013 году в рамках Универсиады занял 3-е место в гонке преследования. Являлся участником Олимпийских игр 2014 года, где занял 45-е место в индивидуальной гонке на 20 км, что является лучшим результатом в истории Австралии. Завершил профессиональную карьеру в 2015 году.
Является директором и основателем Elite Fitness Institute & L.A Global.

## Результаты

### Олимпийские игры
| Год  | Место проведения | Инд | Спр | Пр | МС | Эст | См |
| 2010 | Ванкувер         | 78  | 87  | —  | —  | —   | —  |
| 2014 | Сочи             | 44  | 72  | —  | —  | —   | —  |

### Чемпионат мира
| Год  | Место проведения | Инд | Спр | Пр | МС | Эст | См | ОСм |
| 2009 | Пхёнчхан         | 95  | 110 | —  | —  | —   | —  | —   |
| 2011 | Ханты-Мансийск   | 60  | 72  | —  | —  | —   | —  | —   |
| 2012 | Рупольдинг       | 82  | 87  | —  | —  | —   | —  | —   |
| 2013 | Нове-Место       | 83  | 93  | —  | —  | —   | —  | —   |
| 2015 | Контиолахти      | 43  | 92  | —  | —  | —   | —  | —   |

## Экипировка
По состоянию на 7 декабря 2012 года
- Крепления — Fischer
- Ботинки — Fischer
- Перчатки — Roeckle
- Лыжные палки — Exel
- Винтовка — Anschütz
- Костюм — Toko
- Лыжи — Fischer
- Смазка — Swix, Start, Toko